# 요엘 레흐토넨
요엘 레흐토넨(핀란드어: Joel Lehtonen, 1881년 11월 27일~1934년 11월 20일)은 핀란드의 소설가, 시인이다. 가난한 가정에서 태어나 헬싱키 대학교 문학과에서 공부했으나 졸업을 포기하고 중퇴했다. 이 후 작가가 되었으며 초기에는 〈악마의 바이올린〉과 같은 신낭만주의 문학에 해당되는 작품을 집필했다. 1918년에 발발한 핀란드 내전의 영향으로 〈푸트키노트코〉등의 염세주의와 회의주의, 허무주의적인 문학 작품을 남겼으며 마지막 작품이자 비관주의적인 시로 구성된 시집인 〈새둥지여, 잘 있거라〉(1934년)를 출간한 후 자살했다.

## 작품
- 〈악마의 바이올린 Paholaisen viula〉(Paholaisen viula, 1904)
- 〈죽은 사과나무〉(Kuolleet omenapuut, 1918)
- 〈푸트키노트코〉(Putkinotko, 1919~1920)
- 〈사랑에 빠진 절름발이〉(Rakastunut rampa, 1922)
- 〈영혼들의 투쟁 〉(Henkien taistelu, 1933)
- 〈새둥지여, 잘 있거라〉(Hyvästijättö Lintukodolle, 1934)